# Марудо
Марудо (итал. Marudo) — коммуна в Италии, располагается в регионе Ломбардия, в провинции Лоди.
Население составляет 1166 человек (2008 г.), плотность населения составляет 292 чел./км². Занимает площадь 4 км². Почтовый индекс — 26866. Телефонный код — 0371.
Покровителями коммуны почитаются святые Гервасий и Протасий, празднование во второе воскресение октября.

## Демография
Динамика населения:

## Администрация коммуны
- Официальный сайт: